# Bogdan Pishchalnikov
Bogdan Pishchalnikov (en russe : Богдан Пищалников), né le 26 août 1982, est un athlète russe, spécialiste du lancer du disque. Bogdan Pishchalnikov est le frère de Darya Pishchalnikova.

## Biographie
11e de l'Universiade d'été de 2003 et 7e de la Coupe du monde des nations d'athlétisme 2006, il a été finaliste des Jeux olympiques de 2008 à Pékin et aux Championnats du monde d'athlétisme 2009 à Berlin.
Sa meilleure performance est de 67,23 m (mai 2010) à Sotchi.

### Palmarès
| Date | Compétition                   | Lieu      | Résultat | Performance |
| ---- | ----------------------------- | --------- | -------- | ----------- |
| 2003 | Championnats d'Europe espoirs | Bydgoszcz | 3e       | 56,88 m     |
| 2008 | Jeux olympiques               | Pékin     | 6e       | 65,88 m     |
| 2009 | Championnats du monde         | Berlin    | 7e       | 65,02 m     |

### Records
| Épreuve          | Performance | Lieu   | Date        |
| ---------------- | ----------- | ------ | ----------- |
| Lancer du disque | 67,23 m     | Sotchi | 27 mai 2010 |